# Лапатос
Ла̀патос (на гръцки: Λάπαθος; на турски: Boğaziçi) е село в Кипър, окръг Фамагуста. Според статистическата служба на Северен Кипър през 2011 г. селото има 514 жители.
Де факто е под контрола на непризнатата Севернокипърска турска република.